# Electro team
Electro team (ET) je zagrebački dance sastav koji je osnovan u lipnju 1987. godine.
Prvi javni nastup imali su 1989. godine na top ljestvici Z3 televizije (eksperimentalni program tadašnje zagrebačke televizije, danas HRT-a), gdje su izveli obradu skladbe "Miami Ladies" u postavi bez kasnije popularne pjevačice Ivane Ranilović - Vanne (danas Ivana Vrdoljak).
Do danas su objavili sedam studijskih albuma i jedan su od najpopularnijih elektroničkih sastava u Hrvatskoj.

## Povijest sastava
Electro team u lipnju 1987. godine osniva Adonis Ćulibrk - Boytronic u Zagrebu. Grupa je bila inspirirana legendarnom hip hop/electro grupom Mantronix. U to vrijeme sastavu se na Boytronicov poziv pridružio Darko Juranović D'Knock, tada poznatijim pod pseudonimom DáReal odnosno Doc. DáReal, te započinju period demosnimki u kojemu su stvorili nekoliko hitova. Krajem 1980-ih u sastav dolazi Sky Rocker koji ipak početkom Domovinskog rata odlazi u Sjedinjene Države. Sastav je 1990. godine ostvario suradnju s Ilanom Kabiljom, koji je bio producent na nekoliko skladbi. U to vrijeme Kabiljo je imao duet s Ivanom Ranilović pod nazivom Ilan & Ivana. Ivana Ranilović prihvaća ponudu E.T.-a i pjeva prateće vokale na skladbama, gdje se takva kombinacija rapa i ženskog vokala pokazala odličnom. Sky Rocker se u Hrvatsku vratio 1992. godine, te sudjeluje na njihovom prvom studijskom albumu Electro Team, kojeg objavljuju iste godine. E.T. postaje sve popularniji sastav, zauzimajući veliki dio medijskog prostora. Njihovi koncerti sve su posjećeniji, a 1990. godine prvi su hrvatski sastav koji se pojavio na MTV-u i to s demoskladbom.

### Vanna
Zadovoljna ostvarenom suradnjom, Ivana Ranilović napušta duet i pridružuje se Electro teamu u proljeće 1991. godine, te uzima umjetničko ime Vanna. Domovinski rat nije se uklopio u njihove planove te objavljuju singl "Molitva za mir (Prayer for Peace)". Skladba postaje velikim hitom i jednom od najpopularnijih domoljubnih pjesama. Nakon ovog velikog uspjeha slijedilo je snimanje debitantskog albuma Electro Team, kojeg objavljuju u ljeto 1993. godine. Album nije ispunio očekivanja sastava jer nije bio jasno definiran stil i ciljana publika. U to vrijeme rap je bio nekomercijalan i nedovoljno poznat stil glazbe na domaćem prostoru, međutim album im je omogućio brojne nastupe u televizijskim emisijama, članke u časopisima, te održavanje novogodišnjeg koncerta u Domu sportova u Zagrebu, koji je bio odlično posjećen. Koncert je održan u organizaciji Radia 101, uz pratnju velikog glazbenog orkestra, a kao glazbeni gost nastupio je Dreletronic. U listopadu iste godine nastupili su kao specijalni gosti iz Hrvatske na londonskom natjecanju svjetskih DJ-a u glasovitoj diskoteci Ministry of sound pred zahtjevnom publikom i kamerama MTV-a.
Početkom 1993. godine gostuju u Austriji, gdje su imali nekoliko uspješnih nastupa na koncertima, koje su popratile radijske i televizijske promocije. Te godine postižu i veliki uspjeh kada premijerno izvode skladbu "Tek je 12 sati" čiji je pripjev po melodiji sličan skladbi britanske skupine The Sisters Of Mercy "This Corrosion" iz 1987. godine. Skladba postaje njihovom velikom uspješnicom koju će nekoliko godina kasnije novinari i glazbeni kritičari proglasiti hitom desetljeća u Hrvatskoj. U to vrijeme E.T. je među rijetkima u Hrvatskoj uspješno iskoristio mogućnosti rap stila, efektno ga koristeći u svojim pop skladbama koje su bile na tragu svjetske glazbene produkcije. Skladbu je popratio i odličan spot koji je izazvao veliku pažnju javnosti kao najskuplji video uradak u zemlji do tada. Uspješnu godinu završavaju (i počinju novu), s velikim koncertom 8. siječnja 1994. godine u zagrebačkom Domu sportova.
Second to none njihov je drugi studijski album, kojeg objavljuju 1994. godine. Album donosi osam hit singlova, ostvaruje prodaju veću od 56.000 primjeraka, a Vanna dobiva epitet najbolje hrvatske dance pjevačice, te je njihov najuspješniji album do sada. Iste godine na prestižnoj hrvatskoj diskografskoj nagradi Porin, osvajaju dva Porina u kategorijama najbolja vokalna izvedba dueta ili grupe s vokalom i najbolji spot. Sa singlom "Da ti nisam bila dovoljna" 1995. godine osvajaju Porina u kategoriji hit godine. Iste godine, spot za pjesmu "Ne traži ljubav" pojavljuje se u emisiji MTVa "#1 in Europe", a Vanna dobiva ulogu u Shakespearovoj tragediji "Macbeth", redatelja Jakova Sedlara, koja je premijerno prikazana na Splitskom kazališnom ljetu.
Nakon završene turneje, u proljeće 1996. godine objavljuju svoj treći studijski album pod nazivom Anno Domini. Snimanje materijala trajalo je šest mjeseci što je bio rekord u ono vrijeme. Album odlično prolazi kod publike i glazbenih kritičara, te se prodaje u više od 60.000 primjeraka. Singl "Ja ti priznajem" postaje njihovom velikom uspješnicom, te potvrđuje visoki status sastava na domaćoj dance-pop sceni. Uz album objavljena je i knjiga Arsena Oremovića, u kojoj se mogu pročitati tajne njihova uspjeha. Unatoč velikom uspjehu albuma 1997. godine nisu osvojili niti jednog Porina, ipak Vanna osvaja jednog u kategoriji najbolja vokalna suradnja za skladbu "Don't Let The Sun Go Down On Me", koju je izvela zajedno s Tonyjem Cetinskim.
Do proljeća 1998. godine sastav održava brojne koncerte, a popularnost se proširila i izvan državnih granica. Sastav je postavio visoki standard u izradi spotova za što je osvojio i dva Porina. Iste godine Vanna i Darko Juranović D'Knock, tada DáReal, napuštaju sastav i posvećuju se svojoj solo karijeri. U to vrijeme Boytronic je zauzet poslom producenta i skladatelja za druge eminentne hrvatske glazbene sastave, te zamrzava rad Electro teama na neko vrijeme.

### 2000-te
Četvrti studijski album objavljen je 2000. godine s novom pjevačicom Andreom Čubrić, pod nazivom Disco Neckt. Album je sniman i miksan u studiju Carmen, a na snimanju su ,uz članove sastava, sudjelovali još i Davor Devčić-Daga, Fedor Boić, Darija Hodnik, Jadranka Krištof, Mario Vukušić-Jimi, Igor Geržina i Gojko Tomljanović. Veliki uspjeh ostvario je singl "Da živim po svom", kojeg su izveli na festivalu Melodije hrvatskog Jadrana. Electro team tada čine Boytronic i Andrea Čubrić.
2001. godine u sastav dolazi nova pjevačica Lana Klingor, s kojom u proljeće 2002. godine objavljuju peti studijski album Vision 5. Ovim albumom postižu veliki uspjeh koji ih vraća na vrhove top ljestvica. ET s Lanom vrlo brzo osvaja publiku pa tako uz stare dobivaju i mnogo novih obožavatelja. Album se odlično prodavao i dostigao je zlatnu nakladu. 2003. godine objavljuju kompilaciju pod nazivom Decade s najboljim hitovima u periodu od 1993. do 2003. Svi singlovi osim s albuma Vision 5, obrađeni su i snimljeni u novim verzijama. Album sadrži dvije nove skladbe i prodao se u srebrnoj nakladi.
2005. godine u sastav dolazi nova pjevačica Katarina Rautek, s kojom u srpnju snimaju svoj šesti studijski album Frankfurt Bombay Tokyo. Iste godine Boytronic pokreće svoju vlastitu izdavačku kuću Boytronic Production. 2006. godine najavljuju promjenu zvuku sa singlovima "Ako te volim još", "Kasno" i "Na Božić sama" te prelaze u novu izdavačku kuću Hit Records.
U travnju 2007. izdaju novi album kojem daju ime Vrhunski album, koji se po svom zvuku razlikuje od njihovog do tada prepoznatljivog stila. HrTop20 proglašava ET sastavom godine za 2006. godinu u kategoriji pop-rock izvođača. U lipnju 2007. godine obilježili su 20 godina svog osnutka, kada su započeli kao prvi rap i dance sastav u zemlji.
U travnju 2016., Katarina napušta E.T., a na njeno mjesto dolazi Sara-Elena Menkovska, s kojom su se prvi put predstavili na CMC festivalu 2016. s pjesmom "Ako možeš, oprosti". Nakon 4 mjeseca dolazi do raskida suradnje s novom pjevačicom i od tada je grupa E.T. na pauzi.
Godine 2023. sastav dobiva novu članicu, pjevačicu i glumicu publici poznatu od ranije, Meri Andraković koja je službeno postala nova pjevačica grupe ET zajedno sa skladateljem i osnivačem grupe Adonisom Ćulibrkom (Boytronic). Godine 2024. nastupaju na Dori s pjesmom "Pametnom dosta".

## Diskografija

### Studijski albumi
- Electro Team (1992.)
- Second to none (1994.)
- Anno Domini (1996.)
- Disco Neckt (2000.)
- Vision 5 (2002.)
- Frankfurt Bombay Tokyo (2005.)
- Vrhunski album (2007.)
- Powercore (2010.)

### EP-ovi i kompilacije
- Ja ti priznajem (1995.)
- Decade (2003.)